# The Life of Joseph W. McVey
Albums de Z-Ro
Z-Ro Tolerance
(2003) Let the Truth Be Told
(2005)
Singles
1. I Hate U
Sortie : 2004

The Life of Joseph W. McVey est le huitième album studio de Z-Ro, sorti le 24 février 2004.
L'album s'est classé 6e au Top Heatseekers, 27e au Top R&B/Hip-Hop Albums et 170e au Billboard 200.

## Liste des titres
| No  | Titre                             | Contient un (des) sample(s) de               | Durée |
| --- | --------------------------------- | -------------------------------------------- | ----- |
| 1.  | On My Grind                       |                                              | 1:39  |
| 2.  | Z-Ro                              |                                              | 3:07  |
| 3.  | These Niggaz (featuring Scarface) |                                              | 4:00  |
| 4.  | King of the Ghetto                |                                              | 4:32  |
| 5.  | II Many Niggaz                    |                                              | 4:16  |
| 6.  | I Hate You Bitch                  |                                              | 4:32  |
| 7.  | Hey Lil' Mama                     |                                              | 4:16  |
| 8.  | So Much                           | What You Won't Do for Love de Bobby Caldwell | 3:50  |
| 9.  | That's Who I Am                   |                                              | 3:52  |
| 10. | Everyday (featuring Trae)         |                                              | 3:22  |
| 11. | Crooked Officer                   | Crooked Officer des Geto Boys                | 3:33  |
| 12. | Why?                              |                                              | 4:01  |
| 13. | Happy Feelingz                    |                                              | 3:43  |